# Ore 12
Ore 12 è stato un programma televisivo italiano andato in onda su Canale 5 dal 14 settembre 1992 al 26 giugno 1993, per una sola edizione, dal lunedì al venerdì alle ore 11:30. La conduzione era affidata a Gerry Scotti, per la prima volta alla guida di un talk show.

## Il programma
Ore 12 rappresentò una novità per il palinsesto del mezzogiorno di Canale 5, sostituendo nella medesima fascia oraria il noto quiz Il pranzo è servito. Per la prima volta, infatti, la rete ammiraglia del gruppo Fininvest propose un talk show all'ora di pranzo, condotto da un presentatore altrettanto inedito per il genere, Gerry Scotti.
In ciascuna puntata, il conduttore ospitava in studio tre persone che raccontavano al pubblico i propri problemi o le storie drammatiche che hanno caratterizzato le loro vite. Contestualmente, il pubblico da casa poteva intervenire in diretta telefonicamente, dando la propria testimonianza in merito al tema trattato o raccontando a sua volta le problematiche, simili a quelle dibattute, che aveva dovuto affrontare.
In trasmissione era presente inoltre un "salvadanaio del cuore", ovvero un conto finanziato dai ricavati delle vendite degli oggetti offerti dai telespettatori ad un'asta eseguita in diretta (e alla quale partecipavano anche personaggi noti) per aiutare le persone bisognose che si rivolgevano al programma.
Erano presenti inoltre alcuni giochi che coinvolgevano il pubblico in studio e quello da casa (tra cui una riproposizione del gioco Bis di Mike Bongiorno), interviste d'attualità e, nei primi mesi del 1993, uno spazio della trasmissione era dedicato agli ospiti VIP e al loro rapporto con la lettura.

### Accoglienza e critiche
L'esordio del programma fu preceduto da aspre polemiche da parte dell'allora direttore di Rai 2 Giampaolo Sodano, che accusava il suo pari grado di Canale 5, Giorgio Gori, di aver copiato la loro trasmissione di successo, I fatti vostri, condotta in quel periodo da Alberto Castagna e ideata da Michele Guardì, di cui riprendeva addirittura la scenografia, una tipica piazza italiana. Fininvest difese Gori dalle accuse affermando che Ore 12 era un adattamento del format statunitense Let's Make a Deal, regolarmente acquistato dalla Fremantle, e accusando Guardì di aver copiato tale show spacciandolo per originale (e quindi di non aver pagato i diritti a Fremantle), minacciando inoltre azioni legali nei confronti di Sodano. Nel mezzo della diatriba, il conduttore Gerry Scotti ammise l'eccessiva somiglianza con il diretto concorrente in onda sulla seconda rete Rai, dichiarandosi insoddisfatto di essa.
Oltre alle numerose accuse di plagio, la trasmissione ebbe anche un successo nettamente inferiore rispetto a quella a cui si contrapponeva, registrando una media del 20% di share e circa 1.300.000 telespettatori, contro gli oltre 4 milioni de I fatti vostri. Già dal mese di aprile 1993, quindi, il direttore Gori dichiarò l'intenzione di non proporre, dal successivo mese di settembre, una seconda edizione del programma, che venne sostituito in palinsesto da Forum, anticipato dal primo pomeriggio alla fascia del mezzogiorno.